# Bromeloecia bisecta
Bromeloecia bisecta är en tvåvingeart som först beskrevs av Malloch 1914.  Bromeloecia bisecta ingår i släktet Bromeloecia och familjen hoppflugor.
Artens utbredningsområde är Costa Rica. Inga underarter finns listade i Catalogue of Life.